# Formal ontologi (filosofi)
Formal ontologi er et begreb indenfor filosofien, der oftest bruges indenfor erkendelsesteori. Det er et begreb, der undersøger hvad der med nødvendighed må gælde for enhver genstand. Man tager ikke udgangspunkt i en konkret genstand, men hvad der er fælles for alle genstande.
Formal ontologi kan ses i modsætning til material ontologi (sådan som det blev formuleret af Husserl). Material ontologi koncentrerer sig om indholdet (det man sanser, det partikulære og det empiriske), hvor formal ontologi koncentrerer sig om formen (det der gør en genstand til en genstand, og de betingelser eller bestemmelser der gælder for enhver mulig genstand).
Den formale ontologis områder kan være egenskab, kvalitet, identitet, relation og forholdet mellem helheden og dets dele. Aksiomer er ligeledes et område indenfor den formale ontologi.
| filosofi | Spire Denne filosofiartikel er en spire som bør udbygges. Du er velkommen til at hjælpe Wikipedia ved at udvide den. |